# Соловьёв, Александр Владиславович
Алекса́ндр Владисла́вович Соловьев (род. 14 августа 1978, Москва) — дирижёр, педагог, музыкально-общественный деятель. Заслуженный деятель искусств Российской Федерации (2025).
Художественный руководитель Камерного хора Московской консерватории, Тульского государственного хора, руководитель Ассоциации народных и хоровых коллективов Российского музыкального союза, и.о.ректора, председатель Ученого совета Академии хорового искусства имени В.С.Попова, профессор кафедры хорового дирижирования МГК имени П.И.Чайковского, заместитель председателя правления Московского музыкального общества.

## Биография
- В 1997 году с отличием окончил Государственное музыкальное училище имени Гнесиных (класс доцента В. К. Любарского);
- в 2002 году с отличием окончил дирижёрский факультет Московской государственной консерватории им. П. И. Чайковского (класс проф. Станислава Калинина), успешно защитив дипломную работу «Уильям Уолтон. Особенности композиторского стиля (на примере хоровых сочинений)» (научный руководитель В. С. Ценова);
- в 2004 г. — аспирантуру Московской консерватории (руководитель проф. Б. Г. Тевлин).

Важную роль в повышении квалификации в разные годы сыграло участие в мастер-классе «Дирижеры-хормейстеры России: русское хоровое пение» (1998, 2000); мастер-классах с участием профессора К. Аренга (Эстония) (1997), профессора Э. Эриксона (Швеция) (2001).
С 2004 г. — преподаватель кафедры хорового дирижирования; с 2011 — доцент кафедры современного хорового исполнительского искусства Московской консерватории.
С 1997 г. в составе Камерного хора Московской консерватории под управлением Б. Г. Тевлина в качестве певца — участник многих Международных хоровых конкурсов и фестивалей музыки; гастролировал в Австрии, Италии, Германии, Польше, США, Швейцарии, Франции, Японии, Китае. С 2000 г., продолжая оставаться в исполнительском составе, выполняет обязанности директора хора; с 2003 г. — хормейстер; с 2009 г. — главный хормейстер.
В 1998 г. приглашён в качестве артиста вокальной группы в Московский театр «Ленком» (художественный руководитель — М. А. Захаров), где участвует в нескольких спектаклях; с 2011 г. — дирижёр («Юнона и Авось», «Мистификация», «Безумный день или женитьба Фигаро»). Гастролировал в Санкт-Петербурге, Израиле, Украине. С 2001 г. — дирижёр оркестра в спектакле «Королевские игры».
С 2002 по 2012 год преподавал в Московском педагогическом государственном университете: художественный руководитель и дирижёр Женского хора Музыкального факультета, преподаватель дирижирования; с 2006 — старший преподаватель, с 2010 — доцент. В 2004 году завоевал звание лауреата «Гран При» на международном конкурсе хоров «Звучит Москва». В 2006 г. Хор студентов Музыкального факультета МПГУ завоевал диплом лауреата I Общероссийского Фестиваля-конкурса духовной музыки имени С. И. Танеева (г. Клин) «За профессиональное исполнение программы в лучших традициях русской хоровой школы»; участвовал в Международных музыкальных фестивалях — «Радио „Орфей“ приглашает…», «VII Московский органный фестиваль», проекте «Господь-пастырь мой». Издан компакт-диск «Нам дороги эти позабыть нельзя» совместно с актёром П. Татарицким.
С 2008 г. А. В. Соловьёв — основатель, художественный руководитель и дирижёр Концертного хора Московского Педагогического Государственного Университета (ныне Концертный хор под управлением Александра Соловьёва). Коллектив (хормейстер Алексей Вязников) под управлением А. Соловьёва удостоен звания Лауреата фестиваля-конкурса студенческого творчества «Фестос-2008» и приза зрительских симпатий в номинации «Студенческая хоровая весна»; лауреат хорового конгресса Московского музыкального фестиваля форума «Классика». За три года творческой работы Концертный хор выступил в свыше 50 концертных программах, среди которых участие в международных фестивалях «Московская осень», «Собираем друзей», «Вселенная звука», «Душа Японии», «Наследие: русская музыка — мировая культура. XVIII—XIX века»; Всероссийском фестивале «Наследие», посвящённом памяти профессора В. Г. Соколова; проектах «Камерный хор Московской консерватории представляет», «Время изменится», «Соловьи, не тревожьте солдат…», Авторском вечере Т. Шахиди, программе «Образовательный мост» (США); Концерте памяти О. Янченко, Бенефисе К. Волостнова, Юбилейном концерте Н. Н. Ведерниковой (Гуреевой); акции «Молодые-молодым».
Концертный хор гастролировал в рамках программы международного культурного и делового сотрудничества «Все флаги», организованном Санкт-Петербургским центром гуманитарных в Пскове, Новгороде, Санкт-Петербурге. Коллектив — первый исполнитель сочинений Т. Чудовой, Т. Шахиди, А. Стрельниковой.
Издан монографический компакт-диск композитора И. Дубковой «Garden of Semiramis», в который включено исполнение Концертным хором МПГУ «Маленькой праздничной кантаты». В 2012 году издан компакт диск «Маэстро Александр Соловьёв. Мозаика чувств».
С 2005 г. А. В. Соловьёв — музыкальный руководитель и дирижёр постановки (российской премьеры) оперы Иссея Цукамото «О-Нацу» в рамках фестиваля «Душа Японии».
В 2007 г. — удостоен звания лауреата Премии имени М. В. Ломоносова; является кавалером Ордена общественного признания «Who is who», Ордена «Признания» Международной академии общественного признания (2011); награждён Юбилейной медалью Международного союза музыкальный деятелей (2010).
С 2008 по 2012 год — помощник художественного руководителя-главного дирижёра, хормейстер Государственного академического русского хора имени А. В. Свешникова под управлением профессора Бориса Тевлина.
Разнообразна организационно-просветительская деятельность А. В. Соловьёва: с 2005 г. — директор «Осеннего хорового фестиваля Московской консерватории»; с 2007 г. — координатор-директор, хормейстер мастер-класса «Национальный молодёжный хор российских консерваторий»; в 2010 г. — директор «Фестиваля, в честь 15-летия Камерного хора», «Хорового фестиваля Бориса Тевлина в Кремле».
С 2009 года член жюри международных конкурсов хоров в Германии, Китае, Австрии, США. С 2012 года официальный представитель России в Совете «Всемирных хоровых встреч» Международной Ассоциации «Интеркультур» (президент — г-н Гюнтер Тич).
В 2011 г. музыкальный руководитель международного театрального проекта «Железнодорожная опера» в рамках национальной премии и фестиваля «Золотая маска».
С 2011 года соучредитель Фонда развития творческих инициатив.
Среди учеников А. В. Соловьёва лауреаты всероссийских и международных конкурсов: Адильхан Акбопе (Казахстан), Ванг Чао, Су Чао, Чжоу Чжоу (Китай), Борха Кинтас (Испания), Лаура Карвахаль (Эквадор), Дэвид Кокрэйн (США), М. Чекръкчиева (Болгария/Россия), Л. Ерюткина, О. Власова, Н. Лёвина, М. Пимонихин, В. Саранская (Россия) и др.
Автор научных статей по творчеству английского композитора У. Уолтона, аннотаций к компакт-дискам, публикаций.
С августа 2012 года А. В. Соловьёв — художественный руководитель Камерного хора Московской консерватории.
За активное участие в подготовке и проведении Первого Всероссийского музыкального конкурса в 2012 году удостоен Благодарности Министра культуры РФ.
C октября 2012 года главный приглашённый дирижёр Educational Bridge Project Festival Choir (Бостон, США).
С февраля 2013 года — член Московского музыкального общества (Председатель — профессор А. С. Соколов); с 2021 член Президиума ММО.
С мая 2013 года — член Всероссийского хорового общества (Председатель — В. А. Гергиев). Председатель жюри конкурса от Республики Бурятия и Забайкальского края по отбору в Сводный Детский хор России.
C 2013 года — Художественный руководитель Международного Открытого фестиваля искусств «Дню Победы посвящается…» .
С мая 2013 года приглашённый дирижёр Taipei Philharmonic Chorus (Тайвань)
В июне 2013 года за большой вклад в развитие культуры А. В. Соловьёв награждён Почётной грамотой Министерства культуры РФ.
С декабря 2013 года по март 2025 декан по работе с иностранными учащимися МГК имени П.И.Чайковского.
С 2013 член Ученого совета Московской консерватории.
С 2014 года — член комитета по интеллектуальной собственности Торгово-промышленной палаты РФ.
С 2013 года А. Соловьёв выступает в качестве дирижёра специальных проектов (Инаугурация органа ГАБТа, «Торжество муз») на исторической сцене Большого театра России.
В октябре 2014 года «За примерное служение Отечеству и высокополезные труды во благо Государства Российского» объявлена Благодарность Главы Российского Императорского Дома Е. И. В. Великой Княгини Марии Владимировны.
В ноябре 2014 года благодарность Губернатора Кировской области «За развитие музыкальной культуры Кировской области»
В 2014 Камерный хор Московской консерватории во главе с А. Соловьевым завоевал три золотые медали World Choir games (Рига/Латвия, 2014); в 2015 стал обладателем Гран-При, четырёх званий лауреата I премии, а также обладателем 4 спецпризов на XI Международном конкурсе хоровых коллективов и вокальных ансамблей имени Ю. Фалика «Поющий мир» (Санкт-Петербург).
С 2016 года — А. В. Соловьёв художественный руководитель Тульского государственного хора.
В 2016 А. В. Соловьёв награждён почётной грамотой Международного Фонда единства православных народов «За укрепление единства православных народов»; Магистр хора и Почётный член Ассоциации хоровых дирижёров Хорватии.
С 2016 года работает в должности профессора МГИМ имени А. Г. Шнитке, в 2016/2017 году возглавляя Концертных хор. Коллектив принимал участие в Международных фестивалях современной музыки «Зеркало в зеркале», «Кабалевский-фест 2017», «На пересечении прошлого и будущего», а также мировых премьерах одноактных опер А. Чайковского «Король шахмат» и Вл. Агафонникова «Юбилей» в Большом зале консерватории; проекте «Хоровые мистерии» (премьеры сочинений композиторов Москвы). По приглашению генерального директора Российского национального музея музыки М. А. Брызгалова Концертный хор п/у А. В. Соловьёва в присутствии Маэстро В. А. Гергиева принимал участие в церемонии открытия Памятника С. С. Прокофьеву в Камергерском переулке в Москве.
В сентябре 2016 — лауреат Премии Правительства города Москвы в области литературы и искусства в номинации «Просветительская деятельность».
24 января 2017 — А. В. Соловьёв решением Учёного совета МГК имени П. И. Чайковского утверждён в должности профессора кафедры современного хорового исполнительского искусства.
25 марта 2017 — удостоен специального диплома Премии Министерства обороны РФ в области культуры и искусства в номинации «Культурно-просветительская деятельность».
А. В. Соловьёв также награждён памятным знаком «1150-летию крещения Болгар» за особый вклад в развитие и укрепление болгарско-российских духовных и культурны связей и почётной грамотой Ассоциации ЮНЕСКО провинции Гансю (Китай) "За активное участие в работе мероприятий китайско-российских дружественных обменов «Один пояс-Один путь — 2017».
Награжден Благодарностью Губернатора Тульской области «За добросовестный плодотворный труд в отрасли культуры и высокий профессионализм».
За большой вклад в развитие культуры награжден Почетной грамотой Министерства культуры РФ
В июне 2019 присвоено учёное звание — профессор.
В 2019 г. пройдено обучение по направлению «Эффективный Топ-менеджер» в Высшей школе корпоративного управления РАНХиГС
С 2016 года член Международного союза музыкальных деятелей (президент профессор А. С. Соколов); с 2022 член президиума МСМД.
С 2019 года член Союза театральных деятелей РФ (председатель — А. А. Калягин), член Союза журналистов Москвы (председатель — П. Н. Гусев).
Маэстро Соловьёв неоднократно выступал в качестве дирижёра известных исполнительских коллективов России: Симфоническим оркестром Московской консерватории, Центральным симфоническим оркестром Министерства обороны РФ, Камерным оркестром «Musica Viva», Калужским молодёжным симфоническим оркестром им. С. Рихтера, Тульским филармоническим симфоническим оркестром.
В 2019 — Камерный хор МГК п/у А. Соловьёва принял участие в торжественном концерте в Осаке, посвященном закрытию перекрёстного года России и Японии в присутствии Президента РФ В. В. Путина и Премьер-министра Японии Синдзо Абэ, в рамках саммита G20.
С 2020 — действительный член Международной академии творчества, признан лучшим дирижёром конкурса «Поющий мир» (Санкт-Петербург). Главный хормейстер мировой премьеры хоровой оперы А Чайковского «Сказ о Борисе и Глебе» (музыкальный руководитель Ю. Башмет).
Единогласно избран членом Союза композиторов России (как музыковед). 7 июля 2022 избран членом Совета Союза композиторов РФ.
В 2022 председатель жюри Первой Дальневосточной хоровой Олимпиады (Владивосток).
С 2022 председатель жюри в номинации «Дирижирование оркестром или хором» Общероссийского конкурса «Молодые дарования России».
С 2022 — руководитель Департамента хорового дирижирования Международной музыкальной академии Зимнего фестиваля искусств Юрия Башмета в Сочи.
С 2023 года постоянный участник Пицундского музыкального фестиваля, главный приглашенный дирижер Государственной хоровой капеллы Республики Абхазия.
С 2024 года Почетный профессор Чанчжоуского и Хэйхэского Университетов (Китай), профессор Университета Тунцзи (Шанхай, Китай).
С 2024 года Заместитель председателя правления Московского музыкального общества
25 марта 2024 г.указом Президента Республики Абхазия Аслана Бжания профессору А. В. Соловьёву присвоено почетное звание «Заслуженный артист Республики Абхазия».
3 ноября 2020 года приказом министра культуры РФ О. Б. Любимовой назначен исполняющим обязанности ректора Академии хорового искусства имени В. С. Попова (АХИ).
С 21 июля 2021 года член Совета по вопросам развития художественного образования Министерства культуры РФ.
17 июля 2025 года Указом Президента РФ № 480 удостоен почетного звания «Заслуженный деятель искусств РФ».
Ведёт активную просветительскую и общественную деятельность в качестве руководителя Ассоциация народных и хоровых коллективов Гильдии академического исполнительства Российского музыкального союза.

## Научные труды. Издания. Публикации
- «Полвека в Гнесинском» М., 1997
- «Хоровой Страдивариус», «Юбилейный сезон дирижерского факультета» // Музыкант-классик, № 12, 2003
- Биографическая статья о Б. Г. Тевлине в аннотации к компакт-диску «Хоровая школа Бориса Тевлина», 2003
- «Уильям Уолтон — классик английской музыки XX века» // Модернизация профессиональной подготовки педагога-музыканта, вып. 2, М., 2004
- «Новая вершина» // «Российский музыкант» № 2, 2004
- «Десять ярких творческих лет. Навстречу юбилею» // «Российский музыкант» № 7, 2004
- «Хормейстеры-корифеи» // «Российский музыкант» № 8, 2004
- Аннотация к компакт-диску «Исполнительское искусство Бориса Тевлина», 2004
- «Творческий портрет Уильяма Уолтона» // Музыка XX века. Вопросы истории, теории, эстетики. Научные труды МГК им. П. И. Чайковского, сб. 54. М., 2005
- «Камерный хор Московской консерватории: Буклет» М., «Копирайтер», 2005 (редактор-составитель)
- «Осенний хоровой фестиваль Московской консерватории. Посвящение хоровым мастерам» Буклет, М., «Копирайтер», 2006 (редактор)
- «Третий Осенний хоровой фестиваль» Буклет, М., 2007
- «Национальный молодёжный хор российских консерваторий» Буклет, М., 2007
- «IV Осенний хоровой фестиваль. Посвящение великим мастерам», Буклет, М., 2008 (редактор)
- «Национальный молодёжный хор российских консерваторий», Буклет, М., 2008
- «Традиции англиканской музыки в духовных сочинениях Уильяма Уолтона» // «Вопросы хорового творчества» Межвузовский сборник статей, Магнитогорск, 2009
- «V Осенний хоровой фестиваль. Шнитке и его современники», Буклет, М., 2009 (редактор)
- «Профессор Борис Тевлин. К 50-летию педагогической деятельности в Московской консерватории», Буклет, М., 2009
- «VI Осенний хоровой фестиваль. Юность верит в чудеса» Буклет, М., 2010 (составитель)
- «Фестиваль „В честь 15-летия Камерного хора“», Буклет, М., 2010 (составитель)
- «Хоровой фестиваль Бориса Тевлина в Кремле. К 120-летию А. В. Свешникова», Буклет, 2010 (составитель)
- «Совместное пение сближает народы» // «Российский музыкант» № 6, 2010
- «Пятый осенний» // «Российский музыкант» № 8, 2009
- «VII Международный Осенний хоровой фестиваль. Хоровые вечера Бориса Тевлина. К 80-летию Маэстро» Буклет, М., 2011 (составитель)
- «Национальный молодёжный хор российских консерваторий», Буклет, М., 2011 (составитель)
- «Хоровой фестиваль Бориса Тевлина в Кремле. К 100-летию К. Б. Птицы», Буклет, М., 2011 (составитель)
- «Памяти Маргариты Андреевой» // Культура № 13, 2011
- «Виват, учитель» // Культура № 23, 2011
- «Хоровые впечатления из Граца» // Культура № 29—30, 2011
- «За „Фасадом“ Уильяма Уолтона» // Музыкальная академия № 2, 2011
- «VIII Международный Осенний хоровой фестиваль. Памяти Бориса Тевлина» Буклет, М., 2012 (составитель)
- «Камерный хор Московской консерватории. Формула успеха. К 80-летию Бориса Тевлина», сборник статей, НИЦ «Московская консерватория», 2012 (координатор проекта)
- «Хоровое наследие Уильяма Уолтона» // «Камерный хор Московской консерватории. Формула успеха. К 80-летию Бориса Тевлина», НИЦ «Московская консерватория», 2012
- «Камертон в профессии» // Музыкальная академия № 3, 2012
- «Открытый конкурс юных музыкантов „Vivat Musica“», Буклет, М., 2012 (приветствие)
- «Открытый конкурс юных музыкантов „Vivat Musica“», Буклет, М., 2013 (приветствие)
- «Ассамблея хоров России „Поём для мира“», Буклет, Буклет, МЭЦ, Краснодар, 2013 (приветствие)
- «I Международный открытый фестиваль искусств „Дню победы посвящается…“», Буклет, М., 2013 (составитель)
- Образовательный и воспитательный потенциал отечественной хоровой культуры / А. В. Соловьёв, В. А. Овсянникова // Ученые записки РГСУ. — 2017. — № 4. — С. 110—118. (0,5 п.л.)
- РГСУ. — 2017. — № 6. — С. 132—147 (0,5 п.л.)
- Преемственность педагогических традиций в образовательном пространстве вузов культуры и искусства как основа профессиональной подготовки будущих музыкантов / А. В. Соловьёв // Ученые записки РГСУ. — 2017. — № 6. — С. 99—107 (0,5 п.л.)
- Ценностно-смысловые ориентиры педагогического сообщества в процессе профессиональной подготовки будущих дирижеров хора в вузе / А. В. Соловьёв // — 2018. — № 3. — Т.6. — 5 с. — Режим доступа: https://mir-nauki.com/PDF/07PDMN318.pdf, свобод. — Загл. с экрана. (0,5 п.л.)
- Педагогические традиции хоровой исполнительской школы и их роль в развитии отечественной художественной культуры / А. В. Соловьёв // — 2018. — № 3. — С. 135—137. — Режим доступа: file:///C:/Users/User/Downloads/jur_70_ree.pdf, свобод. — Загл. с экрана. (0,5 п.л.)
- Формирование личностно значимых профессиональных качеств у будущих дирижеров хора в вузе: проблемы и пути решения / А. В. Соловьёв // Интернет-журнал «Мир науки».- 2018. — № 3. — 5 с. 1—5. — Режим доступа: https://mir-nauki.com/PDF/07PDMN318.pdf, свобод. — Загл. с экрана. (0,5 п.л.)
- Современная хоровая литература и проблема ее освоения студентами музыкально-педагогических и дирижёрско-хоровых факультетов / А. В. Соловьёв // Ученые записки РГСУ. — 2017. — № 6. — С. 99—107. РГСУ. — 2018. — № 3 (148). — С. 76—78. (0,5 п.л.)
- Россия… песни на все времена / А. В. Соловьёв // Музыкальный клондайк. — 2014. — № 6. — С. 15—16.
- Парад наций в Магдебурге / А. В. Соловьёв // Музыкальный клондайк. — 2015. — № 5. — С. 14—15.
- Битва хормейстеров / А. В. Соловьев // Музыкальный клондайк. — 2015. — № 12. — С. 14—15.
- У войны не женское лицо / А. В. Соловьёв // Музыкальный клондайк. — 2016. — № 5. — С. 14—15.
- Совместное пение сближает / А. В. Соловьёв // Российский музыкант. — 2017. — № 5. — С. 1—2.
- Кристофер Чен: быть одновременно и артистом и руководителем не легко / А. В. Соловьёв // Музыкальная жизнь. — 2018. — № 5. — С. 82—83
- II Международный открытый фестиваль искусств «Дню победы посвящается… Хотят ли русские войны?..» / Ред.-сост. А. В. Соловьёв. — М.: Ириспринт, 2014. — 38 с. (2,3 п.л.).
- X Международный Осенний хоровой фестиваль. Году культуры — 2014 / Ред.-сост. А. В. Соловьёв. — М.: Ириспринт, 2014. — 30 с. (2 п.л.).
- Список учеников Б. Г. Тевлина //Борис Тевлин. Материалы и документы / [Авт. проекта и ред.-сост.: Е. Д. Кривицкая, А. В. Соловьёв]. — М.: Композитор, 2015. — 113 с.
- III Международный открытый фестиваль искусств «Дню победы посвящается… К 70-летию Великой Победы» / Ред.-сост. А. В. Соловьёв. — М.: Ириспринт, 2015. — 62 с. (3,7 п.л.).
- XI Международный Осенний хоровой фестиваль. Формула успеха. К 20-летию Камерного хора / Ред.-сост. А. В. Соловьёв. — М.: Ириспринт, 2015. — 38 с. (2,3 п.л.).
- XII Международный Осенний хоровой фестиваль. К 150-летию Московской консерватории / Ред.-сост. А. В. Соловьев. — М.: Ириспринт, 2016. — 31 с. (2 п.л.).
- XIII Международный Осенний хоровой фестиваль. В орбите Игоря Стравинского / Ред.-сост. А. В. Соловьёв. — М.: Ириспринт, 2017. — 48 с. (3 п.л.).
- Всероссийский музыкальный фестиваль Запечатленный ангел: [к 85-летию Родиона Щедрина] / Ред.-сост. А. В. Соловьёв. — М.: Ириспринт, 2017. — 112 с. (7 п.л.).
- We remember them in our heart / A. Soloviev // ICB IFCM Bulleten. — V. 36. — № 2. — 28 p.
- Учебное пособие. Хрестоматия «Поёт Камерный хор» Сост., авт. вступ. ст.
- Премьеры сочинений отечественных и зарубежных композиторов для хора a cappella. Учебное пособие. Хрестоматия «Поёт Камерный хор»: рек. федеральным УМО в системе высшего образования по укрупнённой системе специальностей и направлений подготовки 53.00.00 «Музыкальное искусство» в качестве хрестоматии для студентов образовательных организаций высшего образования, обучающихся по направлению подготовки 53.03.05 «Дирижирование» и 53.05.02 «Художественное руководство оперно-симфоническим оркестром и академическим хором» / Сост., автор вступ. ст. — М.: НИЦ МГК им. П. И. Чайковского. — 2017. — С. 4—5.

## Публикации об этом дирижёре
- М. Степанова «Молодой талант» // «Хорошёвка» № 8, 2003
- С. Умеркаева, И. Цовьянова «Хоровые традиции МПГУ» // «Педагогический университет» № 2-3, 2004
- Н. Григорович «Трудно ли сыграть музыкальную драму» // «Российский музыкант» № 1, 2006
- М. Макарова «Это всё консерватория!» // «Российский музыкант» № 3, 2007
- Т. Янници «Разговор о душе» // «Российский музыкант» № 4, 2007
- Л. Николаева // «Музыка души в усадьбе Голицыных»
- А. Семёнов «Две стороны медали» // «Городская газета» Псков, № 50, 2008
- А. Владимиров «Окно на Восток» // «Культура» № 45, 2010
- О. Ординарцева «Лёгкий взмах руки» // «Трибуна молодого журналиста» № 8, 2010
- Е. Мишина «Песни о главном» // «Культура» № 17, 2011
- М. Федотова «О-Нацу. Нижегородские впечатления» // Музыкальная академия № 1, 2012
- Е. Кривицкая «Рождественские истории в Царицыно» // Музыкальная жизнь № 2, 2012
- О. Ординарцева «Джаз в духовной музыке Дюка Эллингтона» // Музыкальная академия № 3, 2012
- Е. Кривицкая «Великий созидатель» // «Российский музыкант» № 6, 2012
- И. Михайлова «Там, где встает солнце» // «Российский музыкант» № 8, 2012
- О. Ординарцева «Загадочная страна Соловьи России» // «Российский музыкант» № 8, 2012
- К. Кулакова «Дни творческого вдохновения» // «Российский музыкант» № 9, 2012
- С. Аношкина «Опера… по-японски» // «Дирижер-хормейстер» № 13, 2012
- А. Хлуденцов «В Молдавии пела Россия» // «К единству» № 6, 2012
- В. Шарафутдинова «В честь первой консерватории» // «Российский музыкант» № 1, 2013
- А. Торгова «История в звуках» // «Российский музыкант» № 2, 2013
- Е. Кривицкая «В ореоле божественной радости» // «Российский музыкант» № 3, 2013
- Собкор РМ «Весенний марафон» // «Российский музыкант» № 4, 2013
- В. Речкина «Камерный сюрприз» // «Знамя» Калуга, апрель, 2013
- Е. Кривицкая «Археологические раскопки на планете Рахманинов» // Музыкальная жизнь № 4, 2013
- И. Шымчак «I Международный открытый фестиваль искусств „Дню победы посвящается…“» // «Музыкальный клондайк» № 5, 2013
- Е. Кривицкая «Диалог поколений» // «Российский музыкант» № 5, 2013
- Е. Мусаелян «Нечисть как двигатель музыкального прогресса» // Музыкальная жизнь № 6, 2013
- М. Жилкина «Приношение королю инструментов» // Музыкальная жизнь № 6, 2013
- Т. Томашевская «Дорогами памяти» // Музыкальная жизнь № 6, 2013
- Е. Кривицкая «Открывая Рахманинова» // Культура № 13, 2013
- Е. Федоренко «Органично для Большого» // «Культура» № 16/17, 2013